# Hubert Maetz
Hubert Maetz, né le 10 mars 1961 à Rosheim (Bas-Rhin), est un chef cuisinier, restaurateur et hôtelier français, auteur ou coauteur de nombreux ouvrages touchant à la gastronomie alsacienne, aux recettes du terroir, aux saveurs des plantes. 
Travaillant quotidiennement en cuisine avec son équipe, il doit pour une part sa notoriété à sa collaboration avec la journaliste radio TV et écrivaine Simone Morgenthaler, avec laquelle il présente des recettes alsaciennes sur France 3 Alsace pendant treize ans. Le guide Michelin rouge honore son restaurant le Rosenmeer d'un macaron (« étoile») renouvelé depuis 2005.
Le Chef Hubert Maetz est également viticulteur. Il aime, en début d'année, accompagner la taille, les arcures et les liages, travaux essentiels qui favoriseront le développement des bourgeons. Le domaine familial, conduit an agriculture biologique depuis le millésime 2016, reste un lieu de vendanges manuelles, et produit l'ensemble des crémants et cépages alsaciens ainsi que les assemblages de cépages. Le Chef se charge personnellement d'élaborer avec passion et précision, une gamme de vins en harmonie avec sa cuisine.  

## Biographie
Hubert Maetz étudie au lycée hôtelier de Strasbourg. Il fait ses classes à la brasserie strasbourgeoise « Au Romain » puis aux « Armes de France » d'Ammerschwihr, restaurant alors étoilé. Il reste quelques années au « Buerehiesel », le restaurant trois étoiles d'Antoine Westermann. Il revient à Rosheim en 1985.
Hubert Maetz dirige une affaire familiale toute proche de la gare de Rosheim. Elle comprend un hôtel de 22 chambres, le restaurant gastronomique, les salles de séminaires, la winstub, ex- « Café de la gare » d'origine ancienne (1878) transformé en 1969 par les parents Maetz, Jacques et Jacqueline, ainsi que le domaine agricole naguère voué à la polyculture 6 ha de vignes éparpillées sur les coteaux, jusqu'à 5 km de là, et les chais correspondants (domaine Jacques Maetz).  
Au sol de la winstub réaménagée en 1996, une trappe en verre blindé laisse entrevoir la cave où sont conservés les vins servis à la carte du restaurant. 
Hubert Maetz fut l'un des quatre chefs étoilés à participer à la première édition de la Soupe Étoilée.  
En compagnie de Simone Morgenthaler, Hubert Maetz anime pendant treize ans (1995-2008) les 470 numéros de Sür un Siess (salé-sucré), une émission culinaire, au succès encore connu, de France 3 Alsace.